# Ruch Wyzwoleńczy
Ruch Wyzwoleńczy (ros. Освободительное движение) – kolaboracyjna grupa antysowiecka działająca pod koniec 1941 r. na okupowanych terenach ZSRR podczas II wojny światowej
Grupa została utworzona z inicjatywy Niemców w listopadzie 1941 r. w rejonie okupowanego Smoleńska. W jej skład wchodzili b. wojskowi Armii Czerwonej, wzięci do niewoli niemieckiej, którzy zadeklarowali podjęcie współpracy z hitlerowskimi okupantami. Zaczęli oni formować spośród jeńców wojennych i miejscowej ludności cywilnej ochotnicze oddziały wojskowe do walki z Sowietami. Miały one stanowić trzon przyszłej Rosyjskiej Armii Wyzwoleńczej. Niemcy prowadzili przez prawie pół roku petraktacje z rannym gen. Michaiłem F. Łukinem, b. dowódcą 19, a następnie 20 Armii, aby stanął na czele Ruchu Wyzwoleńczego i podporządkowanych mu oddziałów wojskowych. W tym czasie wielu wziętych do niewoli generałów Armii Czerwonej w rozmowach ze stroną niemiecką rozważało zaangażowanie się w walkę z reżimem sowieckim Józefa Stalina. Generał M. F. Łukin postawił jednak warunek sformowania rosyjskiej armii narodowej pod rodzimym dowództwem, która byłaby jedynie sprzymierzona z siłami zbrojnymi III Rzeszy. Jej celem miało być doprowadzenie do utworzenia nowej Rosji bez władzy komunistów. W pierwszym okresie ciągłych zwycięstw nad Armią Czerwoną było to dla Niemców zbyt wiele. Dlatego odrzucili warunki gen. M. F. Łukina i rozwiązali tworzone oddziały wojskowe.